# تفشي اليرقان في شيملا
تفشي اليرقان في شيملا هو تفشي مرض اليرقان في بلدة شيملا شمال الهند. بدأت أولى حالات الإصابة باليرقان المبلغ عنها في شيملا في ديسمبر 2015. اعتبارًا من مارس 2016 كان تفشي المرض مستمراً، وبقي ستمرًا دون تغييرات في نظام المياه في شيملا. وفقًا للتقديرات الرسمية مات 10 أشخاص وأصيب 1600 بالمرض. تشير التقديرات غير الرسمية إلى أن عدد المصابين يزيد عن 10000، مع إصابة نصف إجمالي العائلات في شيملا بالعدوى.
سبب تفشي المرض هو تلوث التهاب الكبد الوبائي إي في إمدادات المياه في شيملا، الناجم عن مياه الصرف الصحي التي تم تصفيتها بشكل غير صحيح والتي تم إطلاقها في نظام نهر أشواني خود. فيروس التهاب الكبد الوبائي إي الذي ينتقل عادة من البراز يهاجم كبد الأفراد المصابين، مما يتسبب في الإصابة باليرقان. تجد المياه الملوثة طريقها إلى أنظمة إمدادات المياه بالمدينة الواقعة في اتجاه مجرى النهر من محطات معالجة مياه الصرف الصحي. تتفاقم المشكلة في أشهر الشتاء، عندما يؤدي قلة هطول الأمطار إلى انخفاض حجم المياه، وبالتالي زيادة تركيز الفيروس.